# Phinaea ecuadorana
Phinaea ecuadorana là một loài thực vật thuộc họ Gesneriaceae. Đây là loài đặc hữu của Ecuador. Môi trường sống tự nhiên của chúng là vùng núi ẩm nhiệt đới hoặc cận nhiệt đới.
Loài này hiện được coi là đồng nghĩa với danh pháp Amalophyllon divaricatum, một loài khá phổ biến ở miền nam Ecuador và miền bắc Peru.